# Chianina
La chianina è una razza bovina italiana delle zone di Arezzo e Siena, un tempo utilizzata come forza motrice e ora allevata esclusivamente per la produzione di carne. Deve il suo nome alla Val di Chiana ed è generalmente ritenuta una razza autoctona dell'Italia centrale (Lazio, Toscana, Umbria e Marche).
È una razza di antiche origini, conosciuta da più di duemila anni. Fu già citata da Plinio il Vecchio e altri autori latini (Boves [...] Umbria vastos et albos) ed era utilizzata come razza da lavoro da Romani ed Etruschi; inoltre, per il suo candido mantello, era utilizzata nei cortei trionfali e nei sacrifici alle divinità.

## Caratteristiche

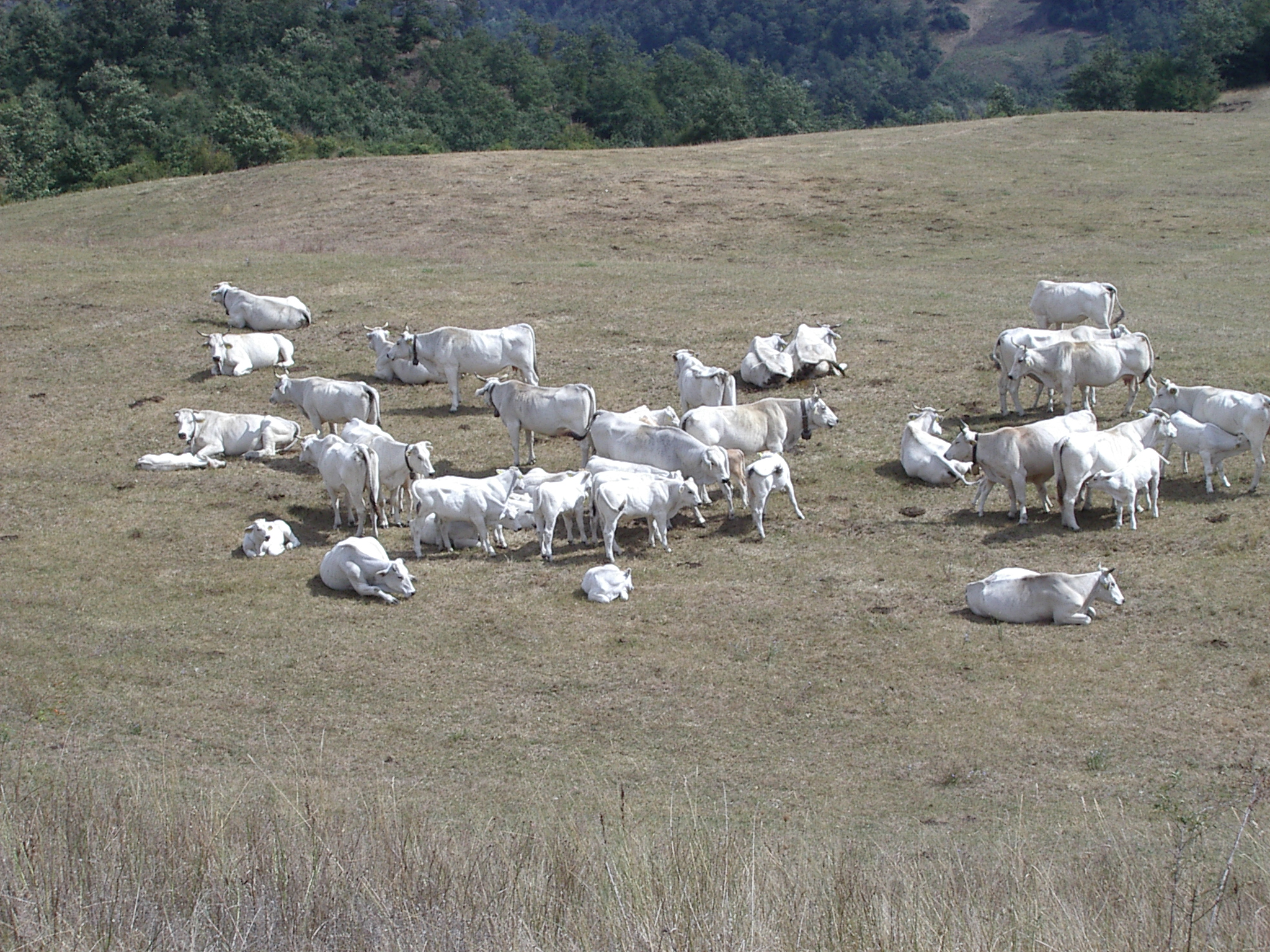
Bovini di razza chianina in Valmarecchia

È un bovino caratterizzato da gigantismo somatico, ovvero è di taglia molto grande. Tra le razze bovine è quella che raggiunge le maggiori dimensioni: nei maschi più di 190 cm di altezza al garrese, con un peso che può arrivare a 1 700 kg; nelle femmine si superano i 155 cm al garrese e si arriva a un peso di 1 100 kg.
Il mantello è bianco porcellana in entrambi i sessi, con aperture naturali pigmentate. Nei maschi si può a volte osservare qualche sfumatura grigia sul collo. I vitelli fino a sei mesi sono color fromentino. Le mucose sono nere. Le corna sono corte e tozze e hanno la punta nera. La testa è leggera ed elegante; nella femmina si presenta più allungata rispetto ai maschi. Presenta ottimi appiombi, il piede è piccolo, ma con unghioni molto resistenti. La giogaia è di dimensioni molto ridotte, quasi assente. Gibbosità presente solo nei tori.
È una razza che non si adatta bene ai sistemi di allevamento intensivi, particolarmente per la produzione del vitellone e della scottona da carne, risentendo, tuttavia, negativamente della scarsa disponibilità di capi da ristallo e anche del fatto che raggiunge la maturità per la macellazione a pesi vivi elevati, cosa che costringe a tempi di ingrasso più lunghi di altre razze da carne. Comunque, l'elevata rusticità le permette un'ottima vita anche al pascolo, dove è favorita dagli arti lunghi e dalla capacità di cibarsi di fogliame (pascolo aereo). Ha una discreta longevità, ma, in compenso, è poco precoce. La carne più pregiata deriva dalla femmina (scottona) per tenerezza e le dimensioni non elevate. Il suo allevamento, per poter dare il meglio come animale da carne, deve essere stanziale o, come lo chiamano in Val di Chiana, "legato", cioè con l'animale legato sopra la mangiatoia o confinato in box che contengono un certo numero di bovini.
Da anni è stato istituito un Libro Nazionale Genealogico, gestito dalla Associazione Nazionale Allevatori Bovini Italiani da Carne (ANABIC), dove vengono iscritti i soggetti di razza pura. Azione di controllo e di certificazione viene garantita dall'IGP del Vitellone Bianco dell'Appennino Centrale. L'esibizione della relativa certificazione presso i punti vendita è obbligatoria, e comunque il consumatore ha tutto il diritto di richiederla in forma originale.

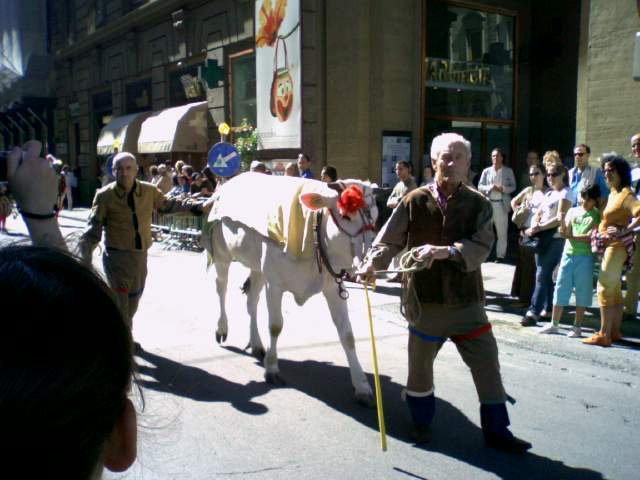
Una vitella chianina è il premio per la squadra vincente nel calcio in costume

Questa razza fornisce una carne magra, solo in soggetti molto grandi si trova infiltrazione di grasso tra le masse muscolari (marezzatura) che ne accentuano il sapore.
Dalla carne di questa razza si è soliti ottenere la bistecca alla fiorentina. La sapidità di questo taglio di carne dipende, inoltre, dai tempi prolungati di frollatura, non inferiori a 15 giorni, necessari per migliorarne la tenerezza e aumentare la proteolisi del muscolo, il cui risultato finale è la formazione di polipeptidi e aminoacidi che conferiscono il caratteristico sapore di questo taglio.
La chianina è una razza con una distribuzione molto diffusa nel mondo, con soggetti esportati in Asia, Cina, Russia, Canada, Stati Uniti, Brasile e Australia, e destinati sia ad allevamento  in purezza, che in incroci su razze locali.

## Studi genetici
Uno studio del 2007 condotto dall'Università Cattolica del Sacro Cuore di Piacenza, mirato a far luce sull'origine degli Etruschi, ha analizzato il DNA mitocondriale dei bovini toscani di razza Chianina e Maremmana, che è risultato geneticamente simile a quello dei bovini dell'Anatolia. Ma un risultato simile, nello stesso studio, è stato trovato anche per i bovini di razza Calvana, Cabannina, Cinisara e Rendena. In particolare, tre di questi bovini sono tipici di aree lontane dall'Etruria e abitate da altre civiltà storiche: la Cabannina è tipica della Val d'Aveto nel genovese in Liguria, la Rendena è tipica della Val Rendena in Trentino-Alto Adige e la Cinisara della Sicilia occidentale. Se la Rendena del Trentino può essere un'ulteriore conferma di un legame tra Reti ed Etruschi, questa spiegazione non sembra essere valida per la ligure Cabannina e la siciliana Cinisara, i cui territori di origine appartenevano agli antichi Liguri e agli Elimi. 
Uno studio del 2015 dell'Università della Tuscia conclude che la Chianina, la Romagnola e la Marchigiana abbiano comuni origini, e ancora una relazione genetica con i resti di un bovino vissuto 1000 anni fa a Ferento, nel Lazio. L'albero filogenetico basato sull'analisi di 4 e 30 microsatelliti mostra come la Boscarin, razza bovina istriana considerata vicina alla podolica, e le siciliane Modicana e Cinisara risultino più vicine ai bovini dell'Anatolia di quanto lo siano la Chianina e la Romagnola, che si trovano, invece, in una posizione più intermedia tra i bovini iberici e quelli balcanici e anatolici. Recenti analisi genetiche basate su dati genotipici ad alta definizione condotte dall'Università Cattolica del Sacro Cuore di Piacenza nel 2020, hanno rilevato che il circa il 10% del genoma dei bovini di razza Chianina, Marchigiana e Romagnola ha origini asiatiche, probabilmente originatosi negli altipiani della Podolia (attuale Ucraina). Lo studio suggerisce che la persistenza della componente genomica di origine asiatica nelle razze moderne del Centro Italia sia dovuta a vantaggi adattativi quali la morfologia corporea e la migliore capacità di processare cibi poco nutrienti.

## La razza chianina nella cultura locale
Nonostante il suo allevamento non sia più geograficamente circoscritto, la razza chianina entra comunque come parte integrante delle tradizioni di molti comuni della Val di Chiana e della Toscana. Una vitella chianina viene data in premio al vincitore del calcio in costume, tenuto ogni anno nel capoluogo toscano. A Siena, durante la Passeggiata storica (il corteo storico che precede la corsa del Palio), quattro buoi di razza chianina trainano il Carroccio sul quale è issato il drappo che sarà dato in premio alla contrada vincitrice.
Vi sono anche eventi a tema gastronomico che ruotano intorno alla famosa "bistecca alla fiorentina". L'ultimo fine settimana di giugno, nel comune di Sestino si festeggia la "Sagra della bistecca chianina", mentre ogni Ferragosto si svolge a Cortona la celebre "Sagra della Bistecca" in occasione della quale vengono cotte ogni anno migliaia di chianine su una graticola di 14 metri.